# Miss Earth Ecuador
Miss Earth Ecuador es un concurso preliminar, oficial, del certamen internacional de belleza Miss Tierra. El concurso se centra principalmente en la promoción de causas ambientales y los ganadores son elegidos por igual en sus atributos físicos, así como su comprensión y conocimiento de los problemas que afectan a la Tierra. 

## Historia
Ecuador hizo su debut en Miss Tierra 2003. Las representantes de Ecuador al Miss Tierra, un concurso anual de belleza internacional que promueve la conciencia ambiental, era elegida por Diosas Escuela de Misses, bajo la dirección de José Hidalgo. Junto con Miss Universo y Miss Mundo , Miss Tierra es uno de los concursos de belleza más grandes del mundo en términos del número de países participantes y uno de los tres principales certámenes de belleza internacional.
A finales del año 2017 nace la Organización Miss Earth Ecuador quien posee los derechos de la franquicia Miss Tierra para el país, la misma que está encabezada por Katherine Espín Gómez ex Miss Tierra 2016 y Oscar Salinas.
Las primeras Miss Earth Ecuador, también participaron en el Miss Ecuador, en el 2005 Cristina Reyes fue una de los 10 finalistas en el Miss Tierra 2005. Andrea León, Miss Tierra Ecuador 2008 ganó el premio Miss Amistad en el Miss Tierra 2008 León también se incluyó en el top 15 de la competencia traje de baño, quedó en cuarto lugar en la competencia en traje de noche, y finalista en la competencia de talento. Jennifer Pazmiño logró en Miss Tierra 2010 adjudicarse ser la primera finalista, ganando el título de Miss Aire 2010. El año siguiente Ecuador gana el Miss Tierra 2011 de la mano de Olga Álava, para luego de 5 años Katherine Espín se convertiría en Miss Tierra 2016 dando así al país la segunda corona en dicho certamen.

## Portadoras del título Miss Earth Ecuador
La siguiente es la lista de las ganadoras de Miss Tierra Ecuador:
(°) Estefanía Realpe de Pichincha fue destituida, siendo Tatiana Torres de Azuay quien tomó su lugar como Miss Earth Ecuador 2012.
| Año  | Miss Earth Ecuador                 | Representación | Residencia                                                                      | Posicion(es)          | Reconocimiento(s) Especial(es) |
| 2003 | Isabel Cristina Ontaneda Pinto     | Pichincha      | Quito                                                                           |                       | |
| 2004 | María Luisa Barrios Landívar       | Guayaquil      | Guayaquil                                                                       |                       | |
| 2005 | Cristina Eugenia Reyes Hidalgo     | Guayaquil      | Guayaquil                                                                       | Top 16                | |
| 2006 | María Magdalena Stahl Hurtado      | Carchi         | San Gabriel                                                                     |                       | - Top 15 Miss Talento |
| 2007 | María Verónica Ochoa Crespo        | Azuay          | Cuenca                                                                          |                       | |
| 2008 | Andrea Carolina León Janzso        | El Oro         | Machala                                                                         |                       | - Miss Simpatia - Top 15 Mejor en Traje de Baño - 4ta. Fist Mejor en Traje de Noche - Finalista Miss Talento |
| 2009 | Diana Nataly Delgado Balseca       | Manabí         | Manta                                                                           |                       | |
| 2010 | Jennifer Stephanie Pazmiño Saldaña | Guayaquil      | Guayaquil                                                                       | Miss Tierra-Aire 2010 | - Mejor en Traje de Noche - Top 5 Mejor en Traje de Baño - Top 5 Mejor Traje Nacional - Miss PNJ |
| 2011 | Olga Mercedes Álava Vargas         | Guayaquil      | Guayaquil                                                                       | Miss Tierra 2011      | - Miss Runway |
| 2012 | Tatiana Catalina Torres Rojas      | Azuay          | Cuenca                                                                          |                       | - M.E. Most Fun Beauty |
| 2012 | Andrea Estefanía Realpe Pérez°     | Pichincha      | Quito                                                                           |                       | |
| 2013 | Ana María Weir Yánez               | Guayaquil      | Guayaquil                                                                       |                       | |
| 2014 | María José Maza Solórzano          | Guayaquil      | Guayaquil                                                                       |                       | - Miss Ciudad de los Colores |
| 2015 | Ángela Maritza Bonilla Zapata      | Imbabura       | Urcuquí                                                                         |                       | - 1ra. Fist. Traje de Cóctel |
| 2016 | Katherine Elizabeth Espín Gómez    | Cañar          | La Troncal                                                                      | Miss Tierra 2016      | - Mejor en Traje en Noche - Mejor en Traje de Noche en Miss Earth-Hannah's - Favorita de la Prensa - Miss Resorts Wear - 1.ª Fist. Mejor en Traje de Baño - 2.ª Fist. Mejor en Traje Nacional - Miss Earth-Hannah's 2016 - Miss Phoenix Petroleum - Miss Rotary Best Body - Marco Polo: Star of the Night |
| 2017 | Lessie Mishel Giler Sánchez        | Portoviejo     | Portoviejo                                                                      |                       | - Top 16 Belleza de Rostro y Pose - 2da. Fist. Mejor en Traje de Baño - Miss Rotary Club of Makati - Miss Laus Group - 2da. Fist. Miss Earth Hannah's 2017 |
| 2018 | Diana Nicole Valdivieso Ortiz      | Portoviejo     | Portoviejo                                                                      |                       | - 2da. Fist. Mejor en Traje Nacional - Miss Lily's Touch Palawan Enterprises |
| 2019 | Karla Antonella Paz Marín          | Esmeraldas     | Esmeraldas                                                                      |                       | - 2da. Fist. Mejor en Traje de Baño |
| 2020 | Gabriela Yalitza Monsalve Rivera   | Manabí         | Calceta                                                                         |                       | |
| 2022 | Susan Brigitte Toledo Arízaga      | Santa Elena    | Salinas                                                                         |                       | |
| 2023 | Naomi Yunim Viteri Flores          | Santo Domingo  | [[Archivo:\|20x20px\|border\|Bandera de Santo Domingo (Ecuador)]] Santo Domingo |                       | |

- Semifinalista/Finalista
- Ganadora